# Clive Mantle
Clive Mantle (Barnet, 3 giugno 1957) è un attore britannico.

## Biografia
Nato nell'Hertfordshire, ha studiato alla Kimbolton School nel Cambridgeshire e per quattro anni ha cantato nel coro del St. John's College di Cambridge. Per cinque anni è stato membro del National Youth Theatre, con il quale ha recitato in un totale di 11 produzioni.
Cugino dell'attore John Hallam, Mantle è un tifoso del Chelsea Football Club.

## Carriera
Dopo aver studiato alla Royal Academy of Dramatic Art, ha iniziato a lavorare a teatro, al cinema ed in televisione. Nel 1986 ha vinto il Laurence Olivier Award al miglior esordiente in un'opera teatrale, per la stagione 1985, con la dicitura "Attore Esordiente più Promettente", grazie al suo ruolo in Uomini e topi. È 
apparso nella serie cult degli anni ottanta Robin Hood, nella quale ha interpretato, grazie alla sua altezza di 1,97m, il ruolo di Little John. Per il piccolo schermo, Clive ha recitato anche nel ruolo ricorrente del chirurgo generico Mike Barrett nelle serie Casualty, e Holby City. Per coincidenza, ha interpretato anche il fratello di un paziente nella terza stagione di Casualty. Per quanto riguarda il cinema, ha interpretato un personaggio minore nel film Alien 3 (1993). Nel 2006 è apparso come ospite in una audio adventure del Doctor Who, The Settling, prodotta dalla Big Finish Productions.
Ha interpretato Simon Horton, fratello di David Horton, in due episodi della sitcom britannica The Vicar of Dibley, ruolo seguito da un'apparizione nell'episodio The Return of the Speckled Band della serie televisiva One Foot in the Grave. Ha successivamente intrapreso il ruolo di un marito adirato nel primo episodio della serie Bottom, intitolato Smells.
È sua anche la voce che si può ascoltare nell'edizione audio di Andy McNab dei thriller di Nick Stone.

### Ruolo cancellato inSuperman IV
Il suo debutto al cinema è avvenuto nel ruolo dell'Uomo Nucleare in Superman IV, (1987). Tuttavia, in seguito al montaggio, le sue scene furono eliminate dalla produzione. Alcune delle sue scene eliminate sono state pubblicate in DVD a novembre del 2006, in un'edizione speciale della Superman Ultimate Collector's Edition. Le riprese sono state incluse nelle "Scene Supplementari", ma non reincorporate nel lungometraggio originale.
Dal 2011 Mantle interpreta Jon "Grande Jon" Umber nella serie televisiva Il Trono di Spade.

## Filmografia parziale
- Medico per forza (Foreign Body), regia di Ronald Neame (1986)
- Senza indizio (Without a Clue), regia di Thom Eberhardt (1988)
- Cacciatore bianco, cuore nero (White Hunter Black Heart), regia di Clint Eastwood (1990)
- Alien³, regia di David Fincher (1992)
- Poseidon - Il pericolo è già a bordo (The Poseidon Adventure), regia di John Putch (2005)
- Into the Storm - La guerra di Churchill (Into the Storm), regia di Thaddeus O'Sullivan (2009)
- Jonathan Strange & Mr Norrell - miniserie TV (2015)